# Украинцы на Урале

Современные границы областей Уральского региона, в которых украинцы проживают с XVIII века

Украи́нцы на Урале (укр. Українці Уралу) — одна из крупнейших национальных общин, которая сформировалась исторически и внесла значительный вклад в освоение и развитие региона.
Исторически переселились в данный регион в процессе переселенческого движения, колонизации и освоения территорий Уральского региона, начиная с XVII века в Русском царстве и Российской империи.
Украинцы сыграли заметную роль в истории и культуре Южного Урала. В XVII–XVIII вв. украинские казаки выполняли задачи по обороне восточных границ Российской империи, в XIX – первой половине XX в. украинские крестьяне принимали активное участие в хозяйственном освоении и аграрной колонизации края; во второй половине XX – начале XXI в. рабочие, инженеры, ученые из Украины укрепляли военно-промышленный, научный и культурный потенциал региона. Потомки переселенцев разных периодов представляют сегодня важную часть уральского этнокультурного пространства, сохраняя национальные традиции и выстраивая добрососедские отношения с другими народами.

### Общая карта
Города с населением:
 — свыше 1 000 000 чел.
 — от 200 000 чел. до 1 000 000 чел.
 — от 100 000 чел. до 200 000 чел.
 — от 50 000 чел. до 100 000 чел.
 — от 30 000 чел. до 50 000 чел.

## Крупные города
Населённые пункты с численностью населения более 100 тысяч человек
| Киев         | ↘2 952 301 |
| Екатеринбург | ↗1 548 187 |
| Харьков      | ↘1 421 125 |
| Челябинск    | ↘1 176 770 |
| Одесса       | ↘1 010 537 |
| Днепр        | ↘968 502   |
| Тюмень       | ↗872 077   |
| Львов        | ↘717 273   |
| Кривой Рог   | ↘603 904   |

| Николаев      | ↘470 011 |
| Сургут        | ↗420 347 |
| Магнитогорск  | ↘408 487 |
| Винница       | ↘369 739 |
| Нижний Тагил  | ↘328 157 |
| Курган        | ↘300 763 |
| Чернигов      | ↘286 899 |
| Нижневартовск | ↗283 256 |
| Полтава       | ↘279 593 |

| Хмельницкий     | ↗274 452    |
| Черкассы        | ↘269 836    |
| Сумы            | ↘265 758    |
| Черновцы        | ↘265 471    |
| Житомир         | ↘261 624    |
| Ровно           | ↘243 873    |
| Ивано-Франковск | ↗238 196    |
| Каменское       | ↘226 845    |
| Тернополь       | ↗225 238[…] |

| Кропивницкий      | ↘219 676 |
| Луцк              | ↘215 986 |
| Кременчуг         | ↘215 271 |
| Белая Церковь     | ↘207 273 |
| Каменск-Уральский | ↘160 312 |
| Златоуст          | ↘157 244 |
| Миасс             | ↘146 650 |
| Копейск           | ↘143 751 |
| Нефтеюганск       | ↗126 690 |

| Ужгород            | ↗115 449 |
| Ханты-Мансийск     | ↗113 663 |
| Первоуральск       | ↘110 999 |
| Бровары            | ↗109 473 |
| Новый Уренгой      | ↗106 890 |
| Никополь           | ↘105 160 |
| Ноябрьск           | ↗102 938 |
| Павлоград          | ↘101 430 |
| Каменец-Подольский | 100 462  |

## История

### Переселения и освоение региона в период Русского царства и Российской империи
Историография региональной украинистики позволяют достаточно точно реконструировать основные этапы украинского переселенческого движения на территории Уральского региона.
Первые сведения о появлении украинцев относятся к 1620–1630-м гг., когда на военную службу в Уфимскую крепость регулярно направлялось по несколько «черкас». С середины 1730-х гг. разворачивается активная военно-колонизационная политика Российского государства на восточных границах. Особое внимание уделялось строительству крепостей на Оренбургской оборонительной линии, что требовало привлечения нового населения для несения службы в гарнизонах и хозяйственного освоения целинных земель. Правительственные инициативы положили начало организованному заселению Оренбургского края украинцами из юго-западных губерний Российской империи, преимущественно это были казаки из восточной части Украины и крестьяне.
Первые украинские селения в Оренбургском крае возникли в 1737–1742 гг. К началу 1740-х гг. в южноуральских крепостях военную службу несли уже несколько сотен «черкас», а всего во второй половине XVIII в. численность украинцев здесь могла достигать от 2 до 3,5 тыс. человек . В 1750-х гг. доля украинских казаков в составе Оренбургского казачьего войска составляла более 30% и оставалась на уровне 10% вплоть до 1880-х гг.  Некоторую часть поселенцев в XIX в. составляли также ссыльные участники восстаний на территории Украины и Польши. Но, несмотря на финансовую и продовольственную помощь и определенные льготы со стороны местных властей, тяжелые природно-климатические условия для земледелия, голод и постоянные пограничные набеги со стороны кочевников привели к возвращению большинства «малороссов» на родину или переселению в другие районы Заволжья.
В первой четверти XIX в. процесс переселения части «малороссийского» казачества в восточные районы Российской империи, в том числе на Урал, возобновился. В 1820–1830-е гг. вдоль оборонительных линий возникает до 50 населенных пунктов с преимущественно украинским населением. К середине XIX в. численность украинского населения в регионе увеличивается, по разным подсчетам, от 20,5 до 35–45 тыс. человек . В 1865 г. образована Уфимская губерния, но большая часть украинцев проживала в пределах Оренбургской губернии. После отмены крепостного права в 1861 г. открывается новый этап переселенческого движения, связанный с процессом обезземеливания большого количества крестьян в Украине, сохранением в юго-западных губерниях тяжелых форм повинностей.
Всего во второй половине XIX – начале XX в. численность прибывших на Южный Урал достигала 30–40 тыс. человек. По первой официальной переписи населения 1897 г. в Оренбургской губернии зафиксировано 41541, в Уфимской губернии – 4996, в Тургайской области – 4588 украинцев («малороссов», т.к. отмечалась принадлежность по языку), всего – 51125 человек. Большинство украинских сел на Южном Урале появляется именно на рубеже XIX–XX вв., по уездам и волостям складываются компактные историко-географические ареалы с преобладающим украинским населением, которые в значительной степени сохраняют свои очертания до сих пор. Среди старинных украинских населенных пунктов Оренбуржья – Илекский городок (Соль-Илецк), Нежинка, Островное, Кардаилово, Краснохолм, Дедуровка, Слоновка, Буланово, Черный Отрог; Башкирии – Степановка, Байдаковка, Софиполь, Хотомля, Санжаровка, Гоголевка, Золотоношка и другие.

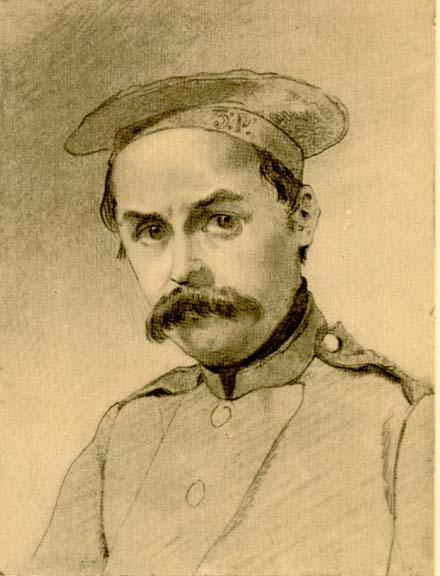
Тарас Григорьевич Шевченко в период своей ссыльной службы в Оренбурском крае на территории Южного Урала

Наибольших масштабов крестьянское переселение из Украины приобретает в ходе Столыпинской аграрной реформы 1906–1916 гг. Основной поток переселенцев на южноуральские земли составили крестьяне из Полтавской, Киевской, Харьковской, Подольской, Екатеринославской, Черниговской, Таврической губерний, а также украинцы из русских Курской и Воронежской губерний, белорусской Гродненской губернии. В это же время существенно увеличивается численность переселяющихся из Украины через Южный Урал в Сибирь (более 1 млн чел. за период с 1893 по 1913 гг.) . В период Первой мировой войны на Южном Урале появляются переселенцы из Волынской губернии и Галиции, однако большая их часть вернулась после окончания войны домой.
Переезжая на Южный Урал, украинцы принесли в регион высокую культуру земледелия, усовершенствованные орудия труда, передовые приемы обработки земли, что способствовало распространению в крае различных сельскохозяйственных культур: пшеницы, бахчевых, масляных и т.д. Выходцы из разных историко-этнографических районов Украины, крестьяне были носителями разного агротехнического опыта со своими локальными особенностями, но в целом традиционный хозяйственно-культурный тип украинцев не изменился . Украинские поселения на территории Южного Урала возникали в разных природно-географических, социально-экономических и этноконтактных условиях, что обусловило появление особенностей в их планировке и застройке. В память о своей родине украинцы сохраняли прежние названия в наименованиях вновь основанных поселений. Например, такие названия как Днепровка, Харьковка, Киевка, Черниговка, Полтавка, Черкассы, Тавричанка и другие встречаются на Южном Урале неоднократно. Внешний облик украинских сел долгое время сохранял традиционные черты, о чем красочно писал Т.Г. Шевченко, находившийся в 1847–1850-х гг. в ссылке в Оренбургском крае: «Подъезжая ближе к селу, ему, действительно, представилась малороссийская слобода: те же вербы зеленые, и те же беленькие в зелени хаты, и та же девочка в плахте и полевых цветах гонит корову. Он заплакал при взгляде на картину, так живо напомнившую ему его прекрасную родину».

### Советский период
В советский период в связи с задачами освоения целинных земель, коллективизации и индустриализации, стоявшими в 1920–1930-е гг., украинское переселенческое движение продолжалось, но постепенно утрачивало исключительно крестьянский характер, преобразуясь в широкую трудовую миграцию. В некоторых районах Урала расселялся «спецконтингент» – раскулаченные крестьяне и беженцы, спасавшиеся от голода. Например, в Челябинской области компактные группы украинцев в Чесменском, Варненском, Карталинском районах складываются именно в этот период. В совокупности с естественным приростом населения эти тенденции привели к поступательному увеличению численности украинцев на Южном Урале в 1920–1930-е гг., когда большое количество их переехало на опустевшие земли бывшего Оренбургского казачьего войска, большая часть населения – свыше 80% – проживала в сельской местности.
Значительная часть эвакуированных из Украины в годы Великой Отечественной войны прибыла на Южный Урал и по окончании осталась здесь на постоянное проживание. Важное значение для формирования украинского населения на Южном Урале имела государственная политика по освоению целинных земель в 1950–1960-е гг., куда приезжали представители почти всех регионов Украины. В 1940–1950-е гг., когда численность украинцев в Башкирии и Оренбуржье начала необратимо сокращаться, в Челябинской области, наоборот, наблюдается мощный миграционный приток. Всесоюзная перепись 1959 г. зафиксировала в южноуральском регионе наивысший показатель украинского населения – 346470 человек. Таким образом, процесс переселения украинцев на Южный Урал в XVIII – первой половине XX в. носил поступательный, поэтапный, но неравномерный характер.
С середины XX в. под влиянием ряда факторов, в том числе, активного переселения из села в город, роста количества смешанных браков, унификации и интернационализации общественной жизни, начинается процесс ассимиляции украинского населения Южного Урала, утраты этнических особенностей культуры, народных традиций, языка. Ассимиляционные потери отчасти компенсировались в советское время постоянным притоком рабочих и инженеров на заводы и оборонные предприятия, научно-технической интеллигенции в исследовательские учреждения и высшие учебные заведения, но доля украинцев в составе населения региона в 1950–1980-е гг. необратимо уменьшалась. Во второй половине 1980-х – первой половине 1990-х гг. заметным был приток украинских мигрантов из Казахстана и Средней Азии в пограничные Оренбургскую и Челябинскую области.

## Украинский язык и культура
Языковые процессы в среде украинского населения Южного Урала в целом соответствуют общероссийским тенденциям. Начиная с первых этапов переселенческого движения, украинские крестьяне селились, как правило, компактными группами, создавая отдельные ареалы и преимущественно моноэтничные населенные пункты (в Башкирии в 1926 г. – 528 , в Оренбуржье к 1930 г. – 617 , по Челябинской области подобные подсчеты не проводились), поэтому этнокультурные контакты с представителями других народов были минимальными, что способствовало длительному сохранению традиционного уклада жизни, в том числе языка. В первой переписи 1897 г. национальность, как известно, фиксировалась именно по языковому принципу, поэтому можно утверждать, что люди, записавшиеся в Оренбургской и Уфимской губерниях «малороссами» (более 46 тыс. чел.) владели украинским языком как родным . До середины XX в. внутри украинских ареалов в сельской местности общение происходило преимущественно на родном языке.
В процессе унификации всех сфер общественной жизни, начиная с 1920–1930-х гг., украинский этнокультурный комплекс начал подвергаться значительным трансформациям. В 1960–1970-х гг. в результате политики оптимизации хозяйств значительная часть старинных населенных пунктов исчезла, широкий размах получила практика расселения местного населения, межэтнические и межкультурные контакты активизировались. Сравнительный анализ переписей населения 1959, 1979 и 1989 гг. показывает, что за прошедшее время уровень владения украинским языком как родным продолжал снижаться: Башкортостан – 48,7%, 44,5%, 41,0%; Оренбургская область – 45,7%, 37,0%, 32,9%; Челябинская область – 45,7%, 35,7%, 36,0% соответственно.

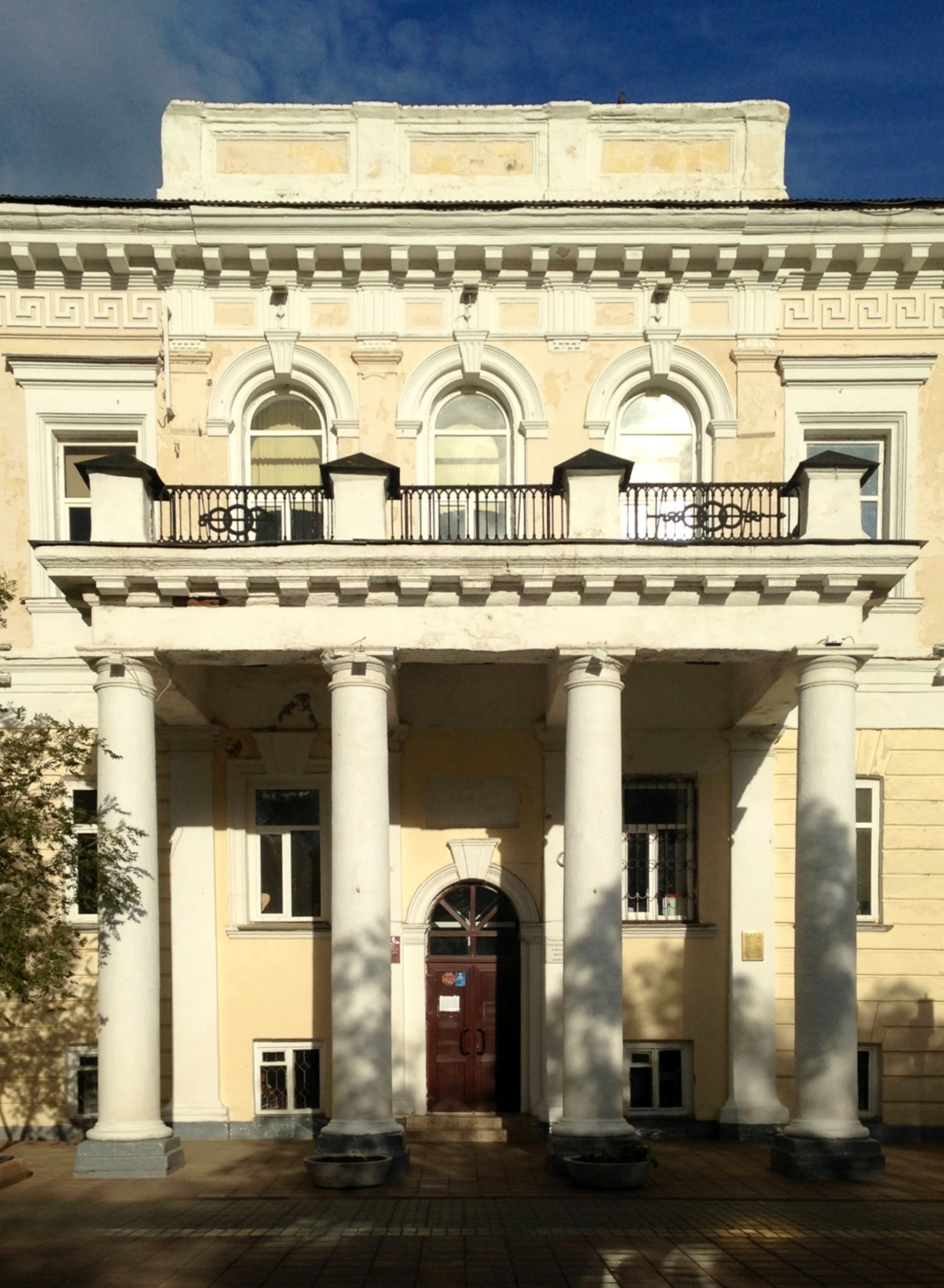
Здание инженерного и генерального штаба (Оренбург). В здании находится Мемориальный музей-гауптвахта Тараса Шевченко

Во второй половине XX в. под воздействием общих процессов унификации и стандартизации во всех сферах жизни многие черты украинской национальной культуры постепенно исчезали. Результаты исследований показывают, что более длительное время этнические особенности сохраняются, прежде всего, в традициях питания и фольклоре, другие формы культуры стремительнее подвергаются трансформации. Данные процессы на рубеже 1980–1990-х гг. предопределили подъем национально-культурного движения украинцев Южного Урала, ставшего одним из самых ранних и активных в стране. В Башкортостане истоки организованного украинского движения восходят к весне 1989 г. и связаны с подготовкой праздника к 175-летию со дня рождения Т.Г. Шевченко. Еще в советскую эпоху, 13 января 1990 г., в Уфе было создано «Товарищество почитателей украинской культуры «Кобзарь» (с 1992 г. – Республиканский национально-культурный центр украинцев Башкортостана «Кобзарь»). За период с 1992 г. по 2010 г. состоялось шесть съездов украинцев Башкортостана, в нескольких редакциях приняты и реализованы программы национально-культурного возрождения и развития. В настоящее время в республике существует 20 коллективов творческой самодеятельности, некоторые имеют статус народных: «Барвінок», «Червона Калина», «Дніпро», «Чарівниці», «Хуторок», «Вербиченька». Старейший народный хор «Кобзарь» (г. Уфа), основанный в 1992 г., стал визитной карточкой украинцев Башкортостана. В 1993–1995 гг. преимущественно за счет частных пожертвований издавалась региональная газета украинцев Волго-Уральского региона «Криниця». С марта 1994 по май 1997 г. на республиканском радио периодически выходила в эфир передача на украинском языке «Обрій». С 1995 г. начал работать Союз украинок Башкортостана «Берегиня», на рубеже 1990–2000-х гг. имел место опыт создания Союза украинской молодежи. Ежегодно РНКЦУБ «Кобзарь» проводит конкурс на лучшее исполнение произведений Т.Г. Шевченко, традиционными для республики стали фестивали и народные праздники «Ой, радуйся, Земле!», «Червона Калина», Ивана Купала. В 1999 г. создан республиканский историко-культурный центр украинцев Башкортостана «Село Золотоношка» Стерлитамакского района, где украинцы составляют более 60% населения. Центр включает в себя музей, библиотеку, сельскую церковь, дом культуры, школу, ведет активную культурно-просветительскую работу.
Результаты научно-исследовательской работы представлены в постоянно действующих экспозициях украинской культуры и быта. Например, в  Башкортостане существует пять музейных экспозиций с украинскими коллекциями – в Национальном музее Республики Башкортостан (г. Уфа), Музее археологии и этнографии Института этнологических исследований УНЦ РАН, Юматовском этнографическом музее Уфимского района (ранее – народный музей этнографии супругов С.А. и Н.С. Зыряновых), музее с. Золотоношка Стерлитамакского района, музее украинского искусства при украинской национальной воскресной школе им. Т.Г. Шевченко г. Уфы. В 2007 г. в Оренбурге открыт культурно-этнографический комплекс «Национальная деревня», в том числе «Украинское подворье», частью которого являются кафе, гостинца, библиотека, дом-музей украинской народной архитектуры и быта с тематической экспозицией «Украинцы и Оренбуржье».

## Образование

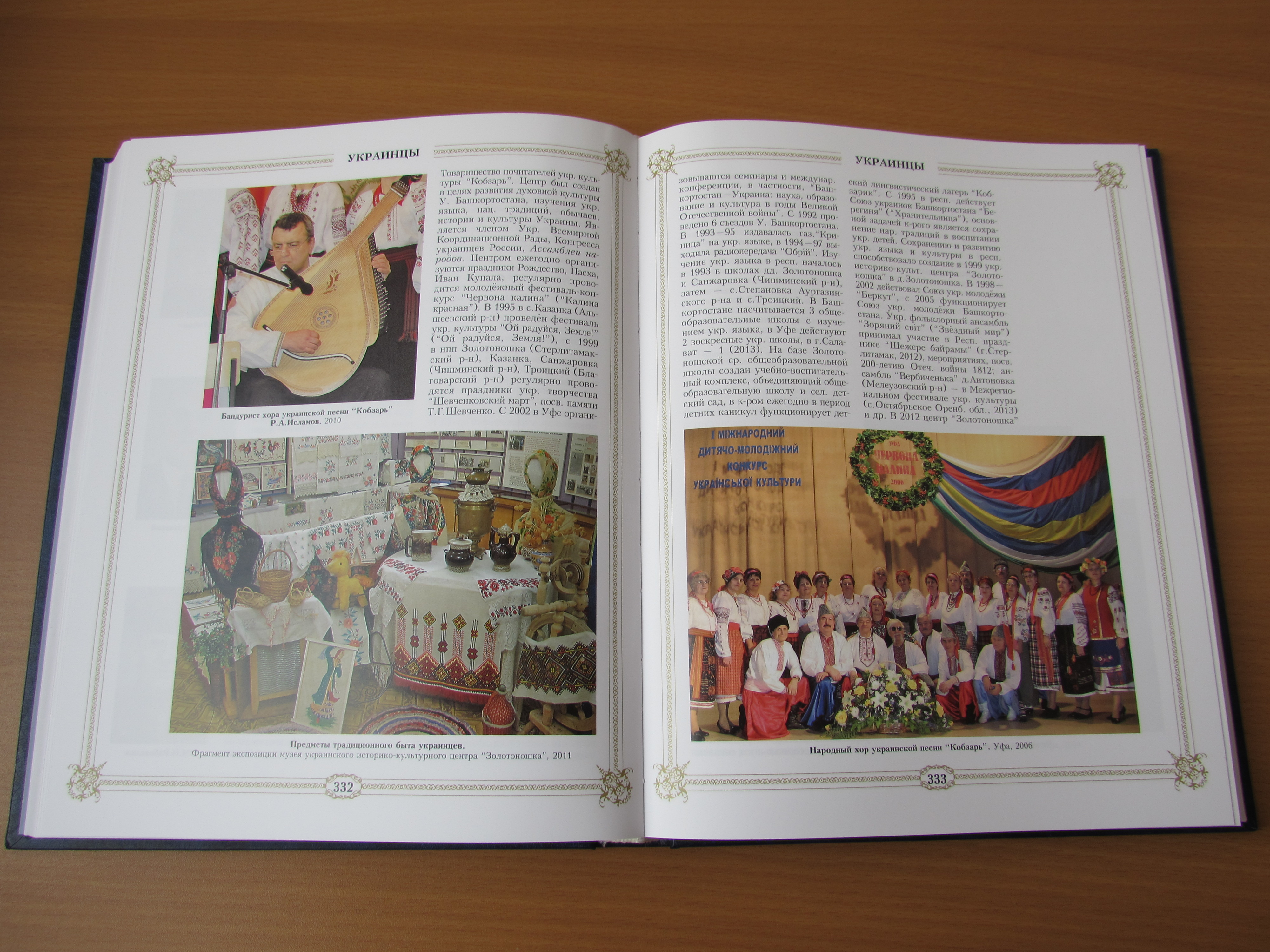
Украинцы уральского региона в Энциклопедии Башкортостана

В Республике Башкортостан с 1993 г. функционирует наиболее развитая в России система национального украинского образования. Задача по ее созданию была поставлена в марте 1992 г. на I съезде украинцев РБ. Педагогические кадры набирались путем приглашения специалистов из Украины или через стажировки своих учителей в профильных вузах Украины. В 1994 г. создан республиканский Союз профессиональных украинских учителей, который координирует учебно-методическую и воспитательную работу в образовательных учреждениях. Сегодня в Башкортостане существует шесть школ с преподаванием предметов украиноведческого цикла (язык, история, культура, фольклор, декоративно-прикладное искусство) – три общеобразовательные школы в селах с компактным проживанием украинцев (с. Степановка Аургазинского района, с. Золотоношка Стерлитамакского района, с. Троицкое Благоварского района), три муниципальные воскресные школы (две в г. Уфе, одна в г. Салавате). С 1997 по 2004 г. украинский язык преподавался в Уфимском педагогическом колледже, с 1998 по 2010 г. – в Уфимском филиале МГГУ им. М.А. Шолохова. В 2002 и 2008 гг. в Уфе проходили международные семинары по проблемам совершенствования преподавания предметов украиноведческого цикла для образовательных учреждений различного типа Российской Федерации, подготовлен ряд научно-методических изданий, ежегодно для учащихся разных возрастов проводятся языковые «летние школы».
В Оренбурге областное украинское культурно-просветительское общество им. Т.Г. Шевченко создано 24 июля 1992 г. В городах и районах области действуют 15 местных организаций – филиалов областного общества. Широкий размах получила организация фольклорных коллективов, которых сейчас около 30, во многих сельских населенных пунктах созданы музеи национальной украинской культуры, библиотеки им. Т.Г. Шевченко в Оренбурге и Орске, а также в ряде районных центров имеют значительный фонд книг на украинском языке. В 1959 г. в Орске открыт памятник Т.Г. Шевченко – один из немногих в России. С 1977 г. без перерывов ведет свою историю знаменитый оренбургский праздник «Шевченковский март» – цикл разноплановых мероприятий в городах и районах области, проходящий в течение всего месяца. Благодаря усилиям писателя, литературоведа, краеведа Л.Н. Большакова (1924–2004) в Оренбурге сложился всемирно признанный научный центр шевченковедения, в 1993 г. создан единственный в своем роде Научно-исследовательский «Институт Тараса Шевченко», издано значительное количество научной и научно-популярной литературы . С 2005 г. на русском и украинском языках выходит ежемесячная газета «Оренбурзька криниця». Оренбургская область также имеет опыт организации обучения украинскому языку: в 1990-е гг. занятия для желающих проводились при музее-гауптвахте Т.Г. Шевченко, в средней школе № 47 г. Оренбурга, областном дворце детского творчества, на областном радио на украинском языке ежемесячно выходила получасовая передача «Кобзарь» .
Общество украинцев Челябинской области «Троянда» было создано 15 марта 1994 г. В 2000 г. состоялся I Областной фестиваль украинской культуры. В настоящее время в ряде городов и сел области активную культурно-просветительскую работу ведут самодеятельные творческие коллективы и ансамбли «Смерека», «Лелеки», «Квiтка», «Ластiвка», «Уральские кобзари», «Верба», «Зоряна криниця» и другие.

## Религия
По вероисповеданию большинство украинцев-переселенцев ХІХ – первой половины XX в. являлись православными. Во время Первой мировой войны среди беженцев из Западной Украины преобладали греко-католики, но почти все они вернулись на родину. Уровень религиозности среди переселенцев до 1917 г. был достаточно высоким, уже в первые годы жизни на новых землях крестьяне возводили, как правило, за собственный счет сельские церкви и часовни. Непременной частью интерьера хаты были иконы, особенно ценились привезенные из Украины. На Урале и в Поволжье наиболее распространенным было почитание чудотворных Казанской и Табынской икон Божьей Матери. Среди украинских переселенцев на Южном Урале в конце XIX – начале XX в. существовала традиция ходить на богомолье по святым местам на Украину – в Киево-Печерскую и Почаевскую лавры. В советскую эпоху господства атеистической идеологии количество верующих значительно уменьшилось. В Башкирии, например, во всех украинских селах, кроме с. Константино-Александровка Стерлитамакского района, церкви были или уничтожены, или приспособлены под хозяйственные потребности. Сегодня в некоторых селах (например, с. Золотоношка Стерлитамакского района РБ, с. Казанка Альшеевского района РБ и др.) старинные церкви возрождаются или воссоздаются.